# Хектор II фон Глайхен-Рембда
Хектор II фон Глайхен-Рембда (на немски: Hektor II von Gleichen-Rembda; † между 1 януари 1560 и 30 юни 1561) е граф на Глайхен-Рембда в Шауенфорст. Споменат е в документ през 1549 г.

## Произход
Той е син на граф Хектор I фон Глайхен-Рембда-Бланкенхайн-Шауенфорст (1492 – 1548) и съпругата му Луция († сл. 1549). Внук е на граф Ернст XI фон Глайхен-Бланкенхайн-Рембда-Алтернберг († 1492) и Катарина фон Ризенбург († сл. 1297). Правнук е на граф Ернст IX фон Глайхен-Бланкенхайн († 1461) и Елизабет Витцтум фон Аполда († сл. 1492). Брат е на Ернст XV († 1551), Йоахим († 1542, убит от Фриц фон Бранденщайн), Гебхард I (записан 1561 г. да следва в университета в Йена, † ок. 1565), Елизабет († 1578), омъжена 1556 г. за граф Хайнрих фон Щолберг († 1572), Катарина (канонистка), и на Магдалена († 1567), омъжена 1552 г. за Йоахим фон Машау-Хоброт († 1542).
Ремда днес е част от град Ремда-Тайхел в Тюрингия. Линията Глайхен-Рембда изчезва през 1596 г.

## Фамилия
Хектор II фон Глайхен-Рембда се жени за бургграфиня Сабина фон Кирхберг († сл. 27 октомври 1600 в Кьонигзе), дъщеря на бургграф Зигмунд I фон Кирхберг (1501 – 1567) и Лудмила Шенк фон Таутенбург († сл. 1561). Те имат един син:
- Лудвиг Зигмунд V фон Глайхен-Рембда († пр. 16 март 1574), граф, споменат 1561 – 1573, неженен

Вдовицата му Сабина фон Кирхберг се омъжва втори път за Адам фон Китлиц-Айзенберг († 19 октомври 1608).